# Голубі озера (Хмельницька область)
Блакитні́ озе́ра — штучні водойми, розташовані за 4 км на захід від міста Славути, неподалік від залізничної станції Славута-2. Включають каскад із п'яти водойм. 

## Загальні відомості

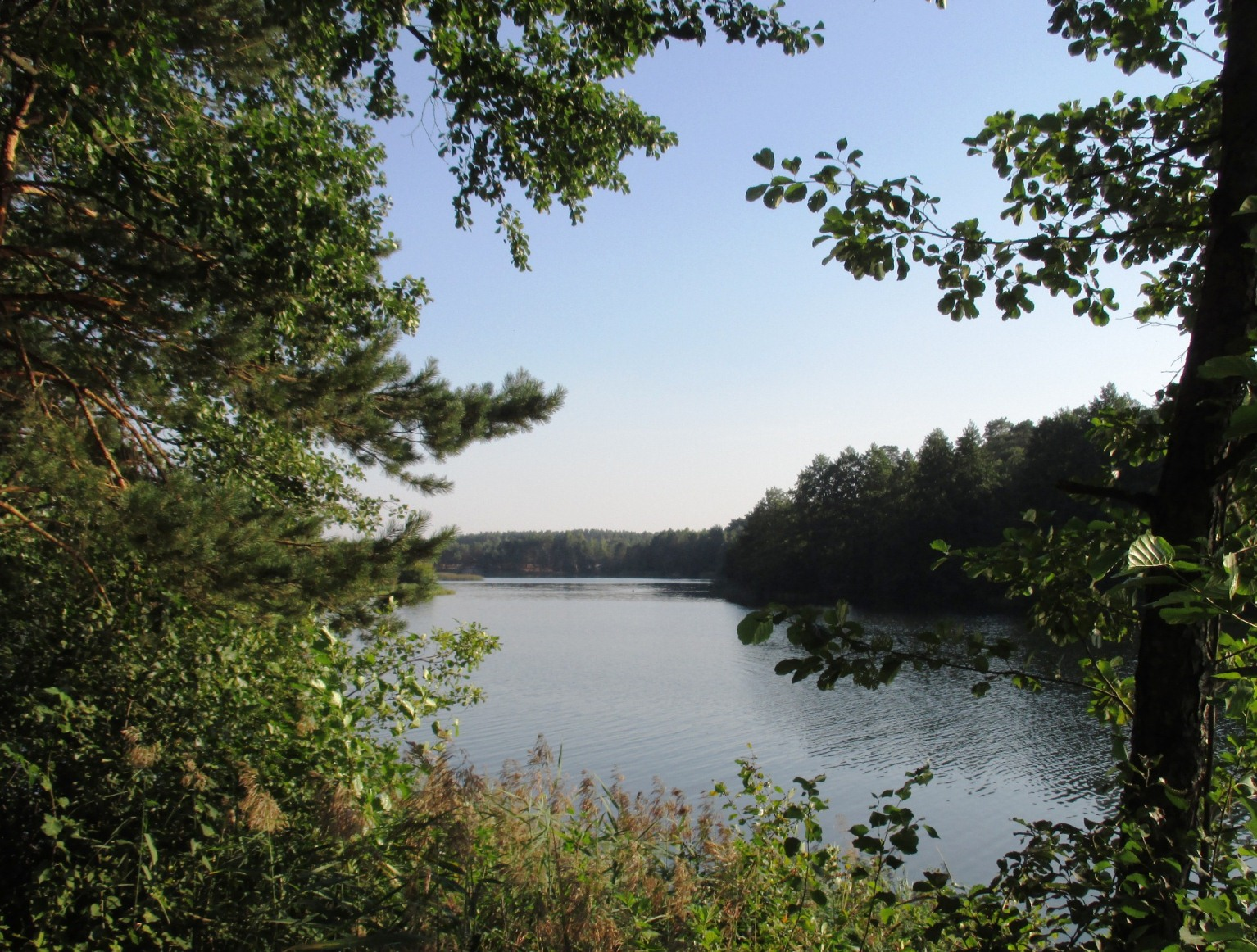
Голубі Озера с. Стригани

Утворилися озера на місці відпрацьованих піщаних кар'єрів, з яких видобували пісок для забезпечення роботи одного з найбільших в СРСР заводів залізобетонних виробів. Продукція даного заводу використовувалась для будівництва стратегічних об'єктів країни. Саме цим пояснюється кількість і розміри озер.  Найліпше з них поблизу села Стригани, де є туристична база.
Каскад озер входить до складу гідрологічного заказника з однойменною назвою — «Блакитне озеро».

## Флора
Береги вкриті сосновим лісом, рідше березою. Озера глибокі, з чистою і прозорою водою. На берегах зростає росичка круглолиста, плаун колючий, чорниці, лохина. Голубі озера на півночі області непоодинокі. Наявні вони і на Білогірщині (за 8 км від смт. Білогір'я). Вони також глибокі, з чистою і прозорою водою.

## Фауна
У озерах водяться такі види риб: щука, карась, окунь, короп, плітка, а також представники членистоногих - раки та різні види павуків. На Голубих озерах мешкають дикі качки, лебеді.

## Галерея
|  |
|  |

|  |
|  |

|  |
|  |

|  |
|  |

|  |
|  |

|  |
|  |

|  |
|  |

|  |
|  |